# 호세아서

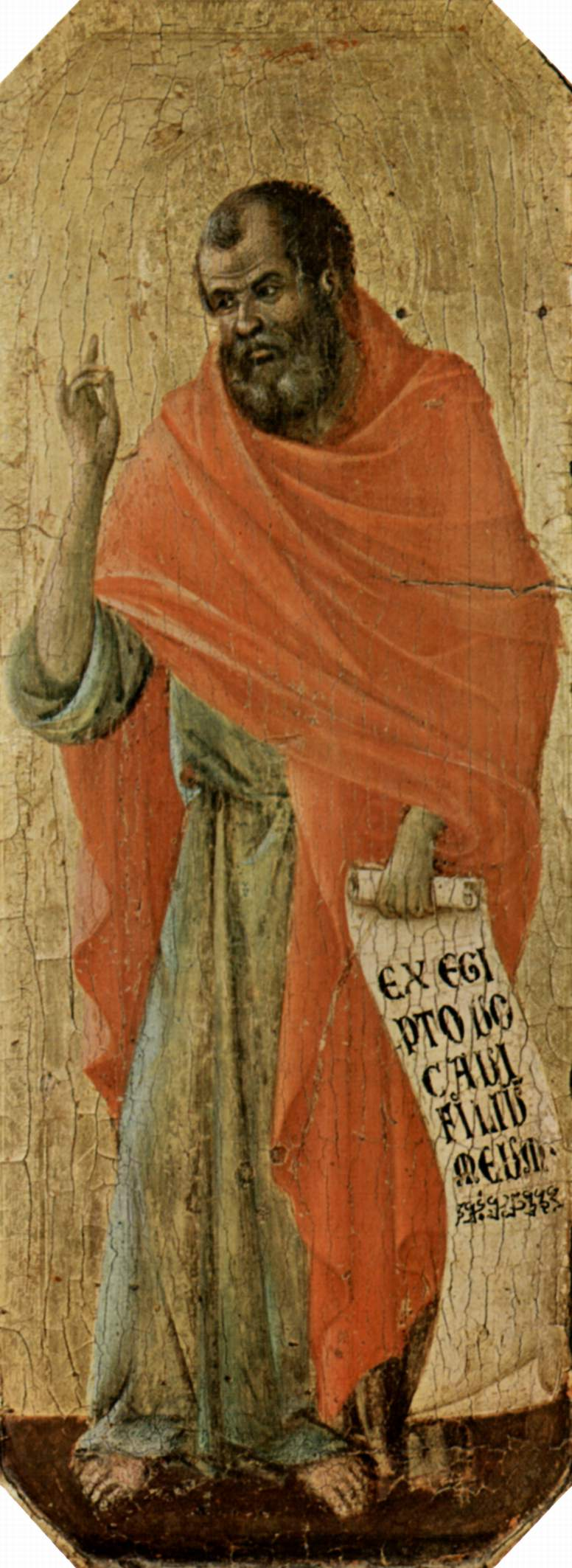

호세아서(~書, Hosea, 히브리어: הושֵעַ בֶן-בְאֵרִי)는 유대교 및 기독교의 구약성경에 포함되는 소 서적 가운데 하나로, “소예언서” 또는 “12예언서”로 알려진 작은 예언서 가운데 순서 상으로 가장 첫 번째에 위치한다.

## 한국식 이름 및 약칭
이 책의 이름은 한글개역판과 공동번역성서에서는 호세아라는 이름으로 불려 왔으며, 2005년 천주교주교회의에서 발간된 천주교 “성경”에서는 호세아서(書)라고 이름을 붙이고 있다.
- 천주교성경: 호세아서 (약칭 ‘호세’, 예: 호세 1,1-9)
- 한글개역판: 호세아 (약칭 ‘호’, 예: 호 1:1-9)
- 공동번역성서:호세아(약칭 '호세', 예: 호세 1:1-9)

## 저자에 대하여
호세아(Hosea, הוֹשֵׁעַ, Ὠσηέ Ōsēe)는 브에리의 아들이며, 기원전 8세기에 활동한 이스라엘의 예언자이다. 호세아서에 따르면, 그는 북왕국 이스라엘의 예로보암 2세 시대에 예언자로서의 활동을 시작했다. 그의 사회적인 지위에 대해서는 알려진 바가 없으나, 호세아서에 따르면, 그는 야웨의 명령에 따라 디블라임의 딸이자 음란한 행실을 저지르는 고멜(고메르)와 결혼을 했다고 한다. 그는 북왕국 이스라엘에서 기원전 740년부터 720년 사이의 시기에 생존했다. 호세아서 5장 8절부터의 내용으로는 아시리아 제국에 의해 북왕국 이스라엘이 몰락하게 된 전쟁에 대한 언급이 있어, 그가 자신의 활동 무대였던 이스라엘이 몰락할 무렵(기원전 721년)까지 활동했음을 짐작할 수 있다.
호세아의 가족의 일생은 이스라엘이 유일신 야웨를 저버리고 가나안 지역의 다신교와의 “음란한” 관계를 맺는 모습을 묘사하고 있다. 호세아 예언자의 아내 고멜이 다른 남자들과 불륜을 저질렀다는 이야기와 더불어 호세아의 세 아이들의 이름은 야웨를 저버린 이스라엘 민족의 상징으로서 언급되고 있다. 전체적으로 암울한 분위기를 자아내고 있으나, 이를 통해 야웨와 이스라엘의 약속의 회귀를 약속하고 있는 것이다.
탈무드 페사킴 87장에서는, 호세아는 그가 활동했던 시기에 가장 위대한 예언자였으며, 심지어 대예언자 이사야보다 위대했다고 기록하고 있다.
동방 정교회의 교회력으로는 그의 축일은 10월 17일이다.

## 내용
호세아서는 총 14장 197절로 이루어져있으며, 다음과 같은 내용이다.
- 1장 1절 - 3장 5절 : 호세아의 결혼과 가족
- 4장 1절 - 13장 16절: 이스라엘에 대한 경고의 예언 - 앗시리아 제국에 멸망당할 이스라엘
- 14장 1절 - 9절: 회개와 회복에 대한 약속의 예언

## 배경 설명
호세아가 활동하던 시기에, 북왕국 이스라엘의 왕과 사제들을 비롯한 지도층은, 백성들을 모세의 율법에서 벗어나, 바알 등을 비롯한 가나안 지역의 토속신에게 경배하도록 종용했다. 그 외에 성적인 문란, 살인, 도둑질, 거짓 등의 죄악이 널리 퍼졌다. 호세아는 그들이 지금까지의 죄를 뉘우치지 않으면, 야훼는 이스라엘을 멸망하도록 놓아둘 것이며, 백성들은 전부 앗시리아로 포로로 끌려가게 된다고(9장 3절 및 11장 5절) 선언했다.
실제로, 앗시리아는 북왕국의 수도인 사마리아를 기원전 722년에 점령하며, 이스라엘의 고위층과 많은 백성들이 사로잡혀 전쟁 포로로 끌려가게 된다.

## 주제
- 야웨는 이스라엘을 사랑하며, 이는 마치 남자가 그의 아내를 사랑하는 것과 마찬가지이다. 이는 호세아 자신의 결혼을 통해 비유로서 표현된다.
- 야웨의 사랑에 대한 이스라엘의 죄악과 그에 대한 단죄를 표현하고 있다. 야웨는 이스라엘을 사랑했으나, 이스라엘은 야웨에게로 돌아가지 않았다. 이는 계속되는 우상 숭배와 범죄, 성적인 범죄의 만연을 통해 상징된다. 따라서 야웨는 이스라엘을 버려두게 되고, 이는 호세아가 자신의 아내를 광야로 내쫓는 것을 통해 표현된다.
- 광야에 내팽겨쳐진 이스라엘이 가혹한 형벌을 통해 정화되어 야웨에게 돌아오게 될 때 다시 그들을 회복시켜 줄 약속을 선언한다. 이는 집을 나간 아내를 다시 데리고 오는 호세아의 모습을 통해 비유된다.

## 같이 보기
- 유대교
- 기독교